# Iora-d'asa-escura
A iora-de-asa-escura (Aegithina tiphia) é uma pequena ave passeriforme encontrada em todo o subcontinente tropical indiano e no Sudeste Asiático, com populações apresentando variações de plumagem, algumas das quais são designadas como subespécies. Espécie encontrada no mato e na floresta, é facilmente detectada pelos seus assobios altos e pelas cores vivas. Durante a época de reprodução, os machos exibem suas penas e espirais no ar, aparecendo como uma bola verde, preta, amarela e branca.
Onze subespécies são reconhecidas.
- No. multicolorido ( Gmelin, JF, 1789) – sudoeste da Índia e Sri Lanka
- No. deignani Hall, BP, 1957 – sul, leste da Índia e norte, centro de Mianmar
- No. humei Baker, ECS, 1922 – Índia peninsular central
- No. tiphia (Linnaeus, 1758) - norte da Índia a oeste de Mianmar
- No. septentrionalis Koelz, 1939 – noroeste do Himalaia
- No. philipi Oustalet, 1886 – centro-sul da China, leste de Mianmar, norte da Tailândia e norte, centro da Indochina
- No. cambodiana Hall, BP, 1957 – sudeste da Tailândia, Camboja e sul do Vietnã
- No. horizoptera Oberholser, 1912 – sudeste de Mianmar e sudoeste da Tailândia, Península Malaia, Sumatra e ilhas próximas
- No. scapularis ( Horsfield, 1821) – Java e Bali
- No. viridis ( Bonaparte, 1850) - centro, sul de Bornéu
- No. aequanimis Bangs, 1922 – norte de Bornéu e oeste das Filipinas